# Enterocelia
L'enterocelia è un processo embrionale con inizio in fase di gastrula, mediante il quale viene a formarsi una cavità celomatica a partire da evaginazioni dell'archenteron, la prima e primitiva cavità embrionale che strozzandosi, e quindi separandosi dall'intestino embrionale, va a formare altrettanti sacchetti celomatici. Ciò avviene in quegli animali che comunemente usiamo definire Deuterostomi (Echinodermi, Emicordati e Cordati) e nei Chetognati, o, appunto, Enterocelomati. 
Il termine viene contrapposto a Schizocelia.
L'ipotesi di primitività circa la formazione dell'enterocelia rispetto alla schizocelia presenta varie incongruenze nonostante diverse ricerche tentassero di dimostrare il contrario.
Le divisioni tassonomiche, basate sul processo mediante il quale viene a formarsi una cavità celomatica, presentano punti oscuri, divisioni controverse e sono ormai considerate obsolete.